# Lancia Aurelia B24 Spider
Lancia Aurelia B24 Spider — двомісний родстер італійської компанії Lancia на базі моделі Lancia Aurelia, що була презентована на Брюссельському автосалоні 1954. Її розробили на пропозицію американського імпортера автомашин Lancia Максиміліана Гоффмана (Максі), який бачив перспективи продажу у США двомісної європейської відкритої атракційної машини. Кузов замовили у відомої компанії Pininfarina, а модель також звали «America». Форму кузова фахівці визнали за одну з найкращих, що у наступні роки стала прикладом для тогочасних двомісних моделей інших компаній.

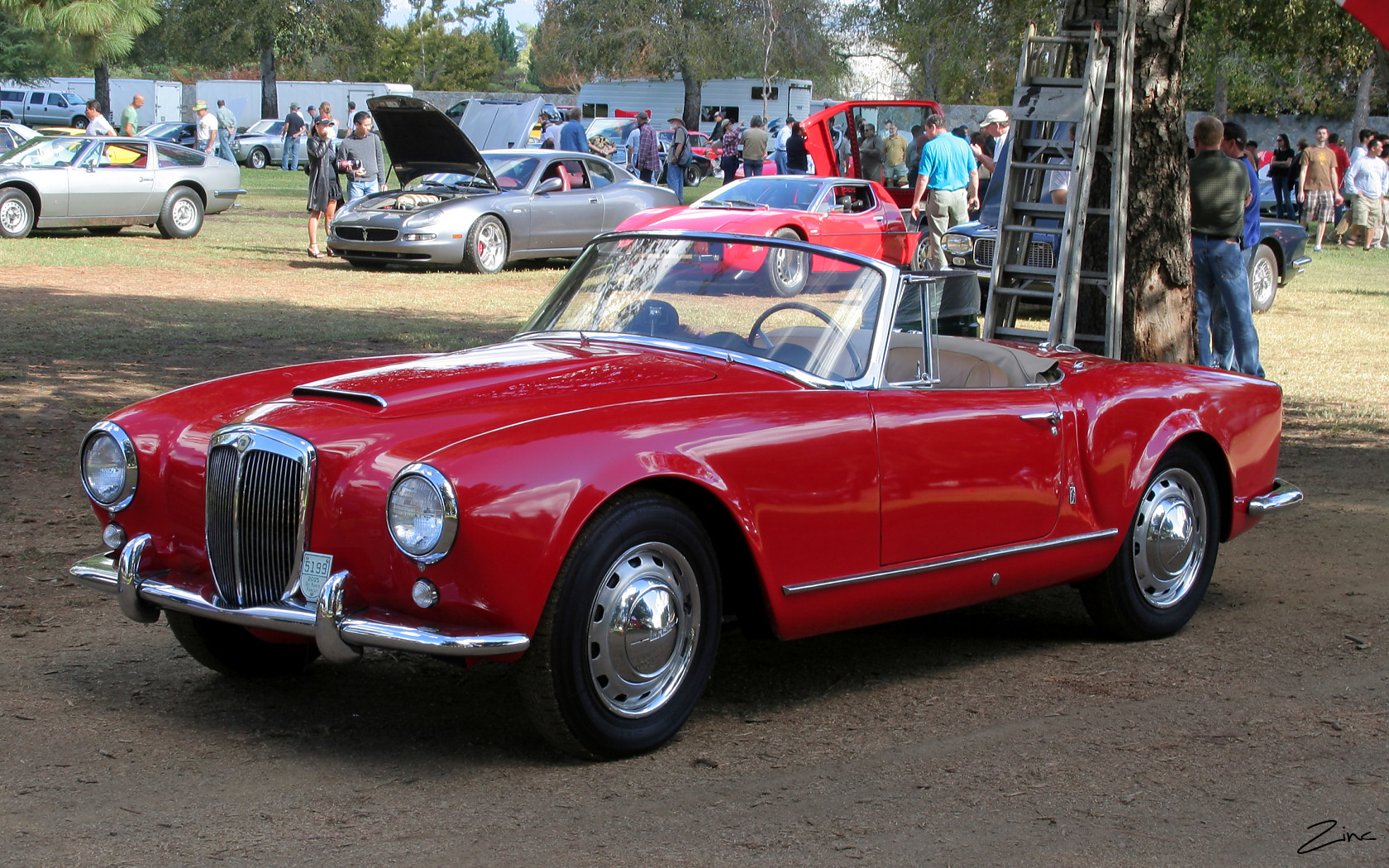
Lancia Aurelia B24 Spider

На модель встановлювали мотор V6 об'ємом 2.451 см³ потужністю 118 к.с. з карбюратором Solex 30 AAI, коробку передач Transaxle. Машина отримала панорамне вітрове скло, що нагадувало тодішній символ розкоші — моторні човни Riva, які називали Роллс-Ройсами морів. М'який дах був не надто герметичним, незручним для встановлення і знімання. Двері отримали склопідіймачі. Модель приносила не надто великий прибуток завдяки значній вартості і не надто значним продажам. За перший рік виготовили 240 машин, 50 з яких затонуло разом з пароплавом «Андре Доріа».
У 2014 Lancia Aurelia B24 Spider (1955) були продані на аукціонах за 805.154 доларів та 1.815.000 доларів.

### Aurelia B24 Convertibile

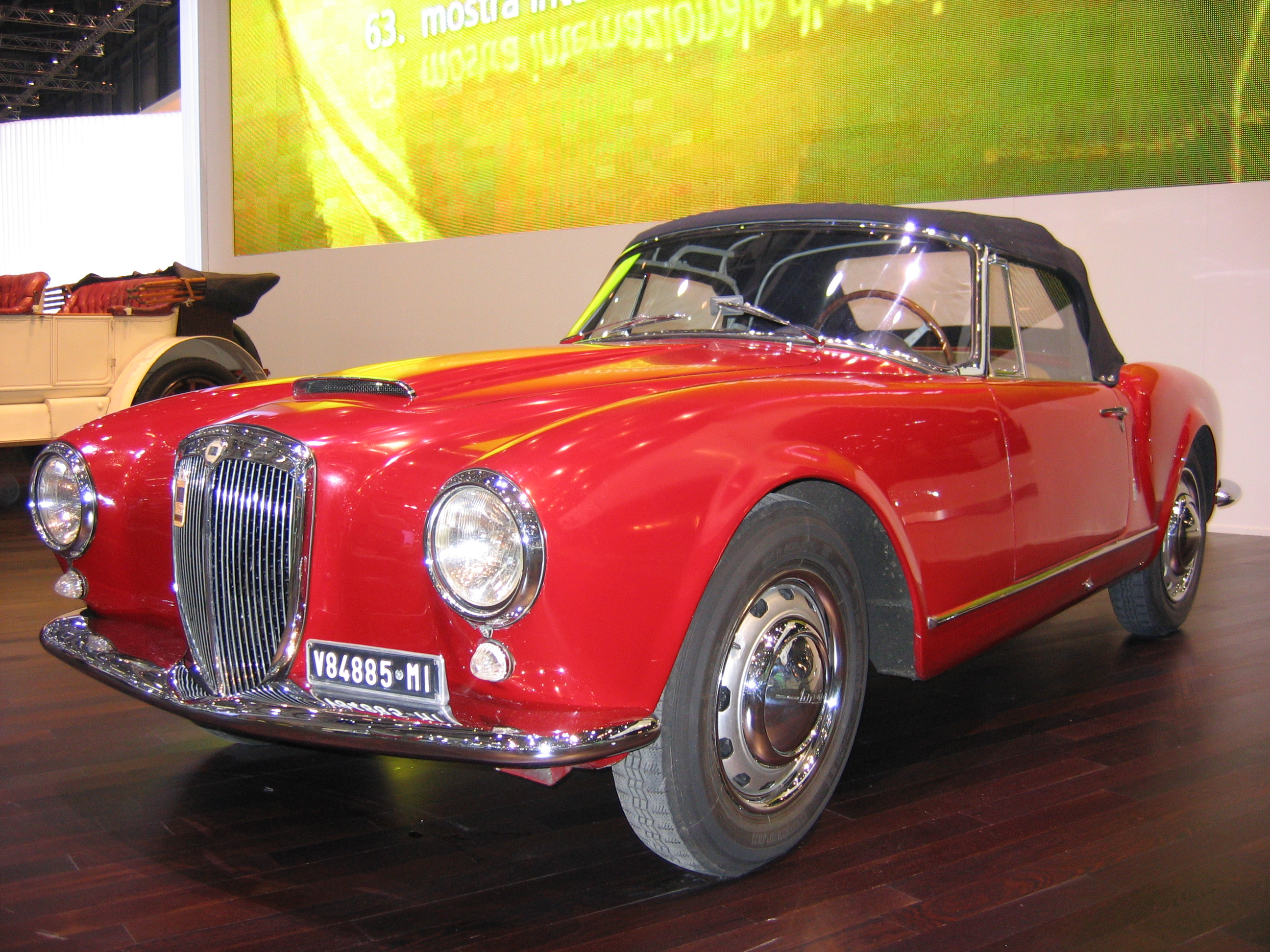
Lancia Aurelia B24S Convertibile America

Через рік на заміну B24 Spider розпочали випуск B24 Convertibile, у якій перш за все змінили конструкцію даху, встановили більш звичне вітрове скло з передніми обертовими частинами дверних вікон. Передні і заді бампери були суцільними, а не роздільними. Решта елементів кузова зазнала декількох незначних змін.
Впродовж 1956–1958 років було виготовлено 521 екземпляр даної модифікації.